# Banque commerciale de Belgrade
La Banque commerciale (en serbe cyrillique : Прометна банка ; en serbe latin : Prometna banka) est située à Belgrade, la capitale de la Serbie, dans la municipalité urbaine de Stari grad. Construite entre 1912 et 1949, elle figure sur la liste des monuments culturels protégés de la République de Serbie et sur la liste des biens culturels de la Ville de Belgrade.

## Présentation
La banque commerciale de Belgrade a été établie en 1896 et, notamment, destinée au financement de l'industrie. Originellement installée dans un immeuble situé au 6 rue Uskočka, elle s'est finalement fait construire un nouveau bâtiment, situé au 26 rue Knez Mihailova et au 12 rue Zmaj Jovina. Le nouveau bâtiment de la banque, construit en 1912, a été conçu par l'architecte Danilo Vladisavljević et par l'ingénieur Miloš Savčić.

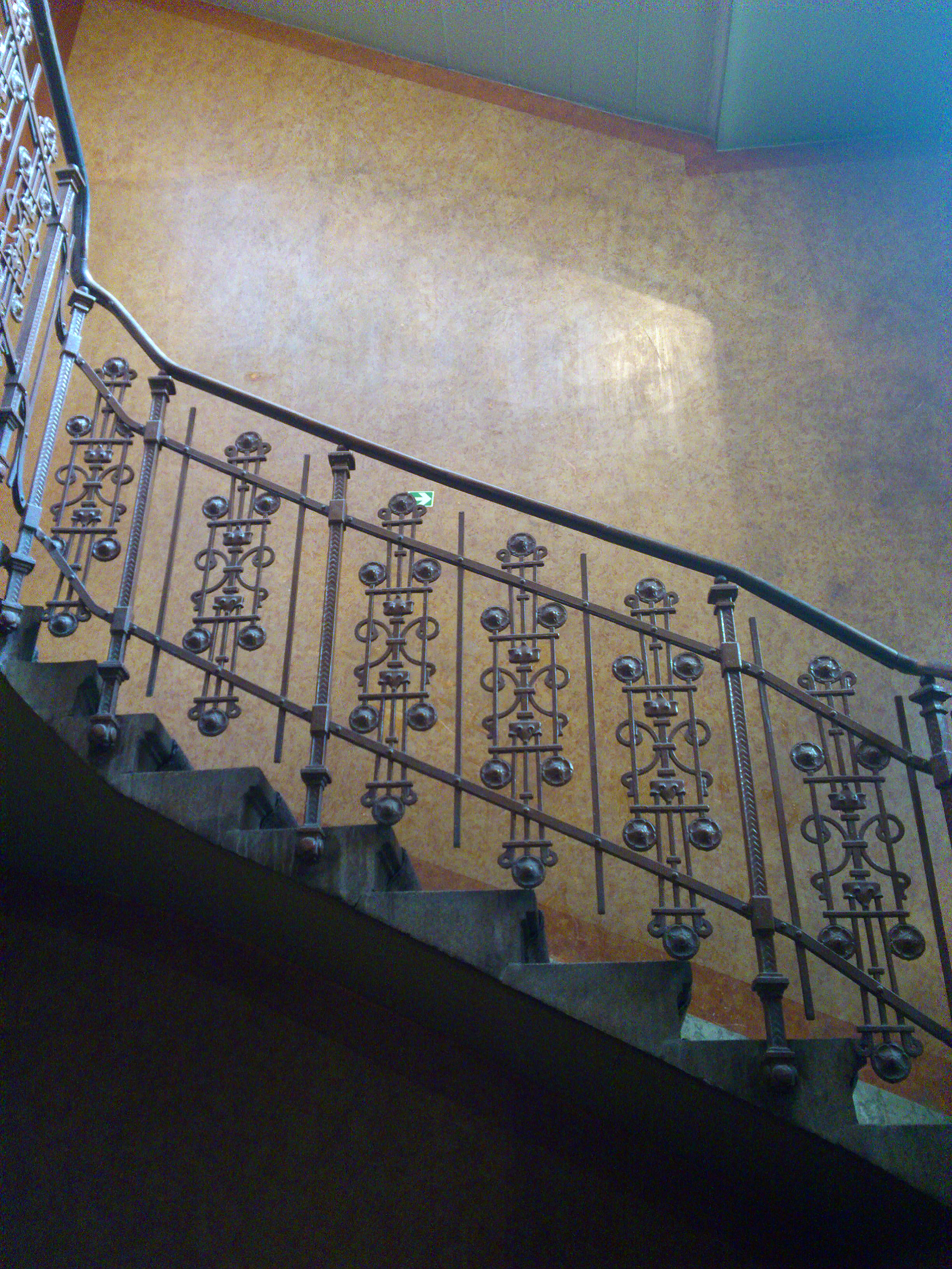
Détail de l'escalier intérieur

Au rez-de-chaussée se situaient des magasins et, au premier étage, se trouvaient les bureaux de la banque commerciale, tandis qu'au second se trouvait le siège de la compagnie d'assurances Srbija.
L'immeuble est caractéristique du style Art nouveau. Sa structure d'ensemble, les larges fenêtres de l'immeuble et la décoration plastique appartiennent à ce mouvement. Ce bâtiment d'angle est surmonté d'un grand dôme et de corniches, juste en dessous du dôme.
L'intérieur possède un vestibule orné de vitraux représentant des allégories du commerce, de l'industrie, de l'artisanat et de l'agriculture.
L'immeuble a été terminé en 1914 et la banque commerciale est restée dans les lieux jusqu'à sa dissolution en 1949.

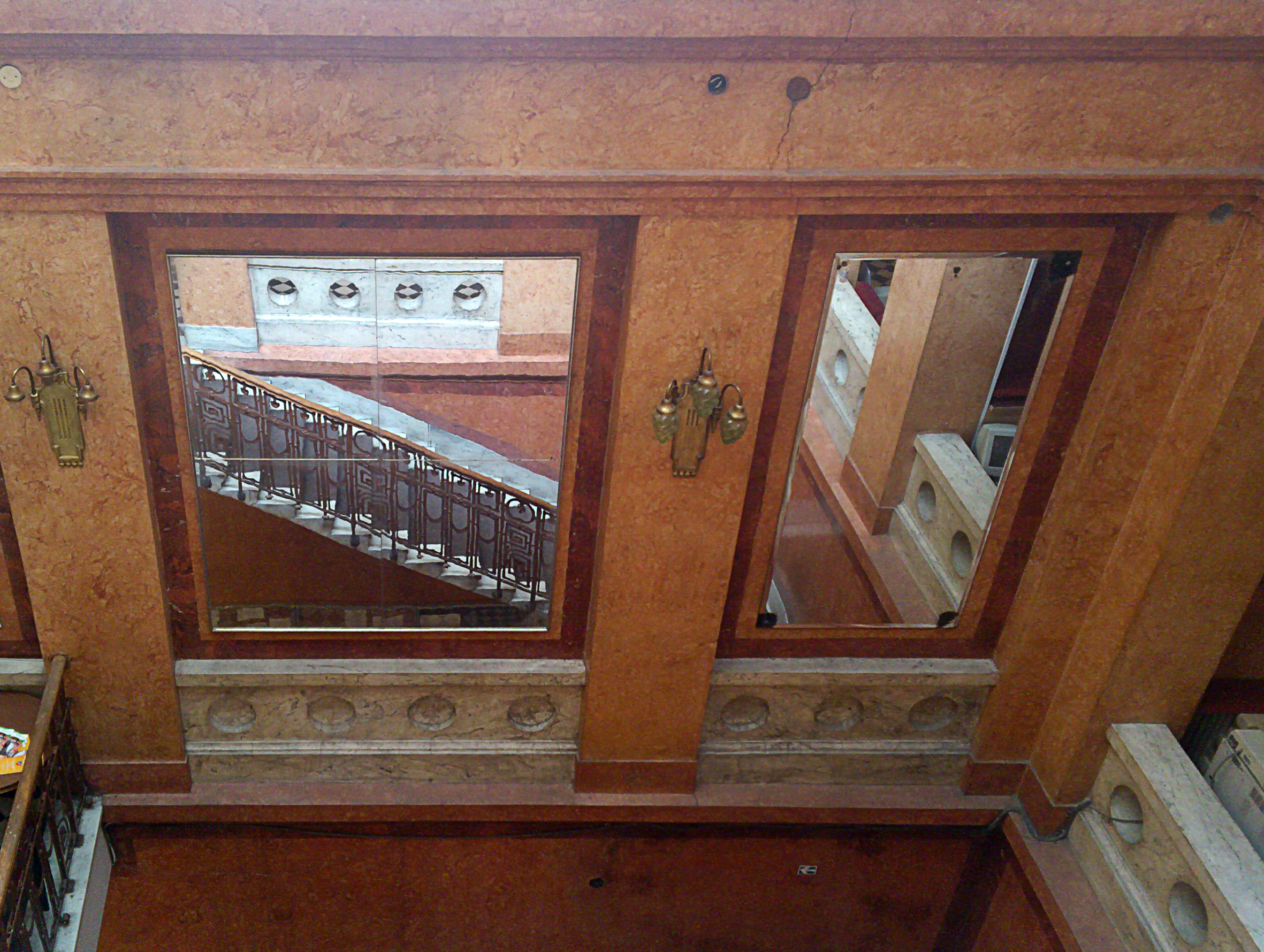
Autre vue de l'intérieur